# Ulysses Tassinari
Ulysses Mário Tassinari (Itapeva, 31 de outubro de 1936) é um médico e político brasileiro.
Deputado Estadual pelo PV em São Paulo, atualmente reside em sua cidade natal.